# スアバナオ空港
スアバナオ空港（Suavanao Airport）は、ソロモン諸島の北部に位置するサンタイサベル島にある空港。

## 就航路線
| 航空会社     | 就航地   |
| ------------ | -------- |
| ソロモン航空 | ホニアラ |